# Stielporlingsartige
Die Stielporlingsartigen (Polyporales) sind eine Ordnung Großpilze aus der Klasse Agaricomycetes. Früher wurden sie mit den Stachel-, Keulen- und Leistenpilzen sowie sämtlichen Formen der krustenartigen (= resupinaten) Rindenpilzen als Nichtblätterpilze (Aphyllophorales) bezeichnet. Diese Einordnung ist aber nicht mehr aktuell, da sich das Taxon als polyphyletisch erwiesen hat.
Die Stielporlingsartigen wachsen oft an Holz und bilden Fruchtkörper, die meist stiellos aus Konsolen oder mehreren Hüten bestehen (Porlinge). Die Fruchtschicht und das Fleisch bestehen oft aus mehreren Typen von Hyphen. Kommen nur generative Hyphen vor, so ist das Gewebe monomitisch. Es können aber auch zusätzlich Skeletthyphen und Bindehyphen vorkommen. Dann ist die Trama dimitisch oder trimitisch. Das Auftreten der letzten beiden Hyphentypen verursacht die Härte und Zähigkeit der Fruchtkörper. Manche Stielporlingsartigen wachsen mehrjährig und das ganze Jahr hindurch, sofern kein Frost herrscht.
Die meisten Fruchtkörper entwickeln sich gymnokarp, die Basidien liegen daher während ihrer Entwicklung immer offen an der Oberfläche des Hymeniums und werden zu keiner Zeit von der Fruchtkörperwand oder einer Hülle (Velum) bedeckt.

## Systematik
Die folgende Systematik ist weitestgehend angelehnt an das Dictionary of the Fungi (siehe unten bei „Literatur“)
Ordnung: Stielporlingsartige (Polyporales)
- Familie: Fleischporlingsverwandte (Albatrellaceae)
- Familie: Atheliaceae

- Weißer Rindenpilz

- Familie: Boreostereaceae
- Familie: Prachtrindenpilzverwandte (Corticiaceae)
- Familie: Cyphellaceae
- Familie: Cystostereaceae
- Familie: Hautkrustenverwandte (Epitheliaceae)
- Familie: Baumschwammverwandte (Fomitopsidaceae)
- Familie: Lackporlingsverwandte (Ganodermataceae)
- Familie: Blättlingsverwandte (Gloeophyllaceae)
(diese Familie wird bisweilen auch in die Stielporlingsverwandten eingeordnet.)
- Familie: Grammotheleaceae
- Familie: Weichporlingsverwandte (Hapalopilaceae)
- Familie: Rindenpilzverwandte (Hyphodermataceae)
- Familie: Riesenporlingsverwandte (Meripilaceae)
- Familie: Fältlingsverwandte (Meruliaceae)

- Angebrannter Rauchporling (Bjerkandera adusta)
- Tonfarbener Rindenpilz (Hyphoderma argillaceum)
- Kopfzystiden-Rindenpilz (Hyphoderma capitatum)
- Hyphoderma crustulinum
- Hyphoderma cryptocallimon
- Hyphoderma incrustatum
- Hyphoderma litschaueri
- Mazedonischer Rindenpilz (Hyphoderma macedonicum)
- Hyphoderma malenconii
- Hyphoderma medioburiense
- Hyphoderma multicystidium
- Veränderlicher Rindenpilz (Hyphoderma mutatum)
- Hyphoderma occidentale
- Hyphoderma orphanellum
- Rosafleckiger Rindenpilz (Hyphoderma roseocremeum)
- Hyphoderma transiens
- Peniophorella echinocystis
- Peniophorella guttulifera
- Peniophorella pallida
- Flaumiger Rindenpilz (Peniophorella pubera)
- Peniophorella tsugae

- Familie: Zystidenrindenschwammverwandte (Phanerochaetaceae)
- Familie: Büschelwärzlingsverwandte (Podoscyphaceae)
- Familie: Stielporlingsverwandte (Polyporaceae)
- Familie: Schütterzahnverwandte (Sistotremataceae)
- Familie: Gluckenverwandte (Sparassidaceae)
- Familie: Resupinatstachelingsverwandte (Steccherinaceae)
- Familie: Lyozystidenrindenpilzverwandte (Tubulicrinaceae)

- Holunder-Rindenpilz (Hyphodontia sambuci)

- Familie: Wachshautverwandte (Xenasmataceae)